# Philibert Sarrasin
Pour les articles homonymes, voir Sarrazin.
Philibert Sarrasin ou Sarrazin (mort le 5 mai 1573 à Genève) fut médecin à l'Hôtel-Dieu de Lyon vers 1550.  

## Biographie
Il serait né au début du XVIe siècle à Saint-Aubin-en-Charollais d’Antoine Sarrazin. Envoyé à Paris par son père qui le destinait à l’Eglise, il fut converti à la Réforme par la lecture d’une Bible grecque. Il alla professer la philosophie à Perpignan puis à Agen où le fils de Jules César Scaliger reçut son enseignement. Il s’installa ensuite à Lyon où il pratiqua la médecine grâce au diplôme conféré probablement à Perpignan. Il fut  médecin à l’Hôtel-Dieu pendant quelques mois en 1550 et écrivit des articles reconnus. Il prononça le 21 décembre 1543  l’oraison doctorale de la Saint-Thomas à l’Église Saint-Nizier qui avait lieu chaque année  pour l’entrée en fonction des nouveaux échevins élus le dimanche précédent. Il se retira à Genève où il fut reçu à l’habitation genevoise le 24 août 1551, puis à la bourgeoisie le 24 octobre 1555. Il fut nommé  au Conseil des Deux Cents en 1563. Il eut une clientèle  nombreuse et importante et fut médecin du prince palatin en 1567 lors de sa quarantaine, un de ses serviteurs ayant été atteint de la peste.  Il devint le médecin de Jean Calvin jusqu’à la mort de ce dernier. Il épouse le 8 mai 1543, Louise de Genin (Jony) de Pennes et décède le 5 mai 1573.
Il eut onze enfants parmi lesquels :
- Théophile, né à Lyon, le 12 décembre 1549, seigneur de Saleneuve, conseiller et maître des requêtes du Roi à la chambre des  comptes de Montpellier ; secrétaire de l’amiral Gaspard II de Coligny, puis de Henri Ier de Bourbon-Condé; proche  du roi Henri IV de France, ce qui lui permit de rendre des services à Genève.

- Louise, née à Lyon, le 29 janvier 1551, phénomène de précocité littéraire, sachant à huit ans, le Latin, le Grec ancien et l’Hébreu. Elle fit partie du  cercle des intimes de Louise Labbé.

- Jeanne  filleule de Jean Calvin

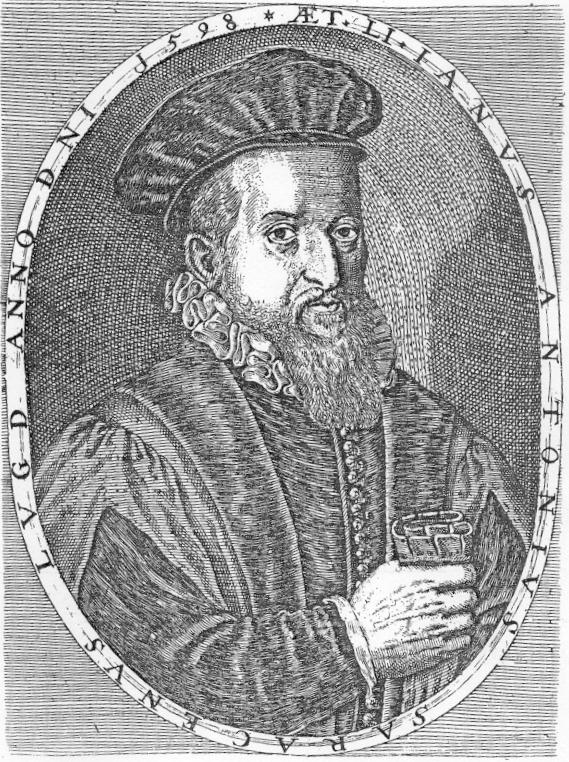
Jean-Antoine Sarrazin

- Jean-Antoine Sarrazin, né à Lyon, le 25 avril 1547. Il fit ses premières études médicales en Suisse puis s’inscrivit à la faculté Montpellier. On le trouve sur les registres  à la date du 8 octobre 1565 sous le nom  de Sarracenius. Il y  suivit les cours de Guillaume Rondelet. En 1571 Jean-Antoine publia   un traité sur la peste  De peste commentarius.  Il revint à Genève le 4 juillet 1572 et fut nommé médecin officiel de la Seigneurie et de l’Hôpital le 17 juillet. Le 31 mars 1593 à la demande d’étudiants il fut autorisé à «lire en  médecine» [1].Il se distingua pendant les épidémies qui ravagèrent Genève, notamment en 1567  et en reconnaissance de ses actes de dévouement, il fut nommé membre du Conseil des Deux Cents en 1574.  Comme tous les médecins de l’époque  il était naturaliste et botaniste, il était en possession de plusieurs codex et s’était aidé des travaux de plusieurs commentateurs à cause de sa grande érudition et de sa connaissance des deux langues pour donner une édition complète des œuvres de Dioscoride Opéra Dioscoridis, graece et latine, cum scholiis publiées en 1598 à Genève avec son portrait et dédiés à Henri IV qui lui conféra l’agrégation au corps des médecins de Paris. Il aurait également exercé à Lyon. Nombreux sont ceux qui le font mourir à Lyon le 29 novembre 1598, d’autres le disent décédé à Genève le 29 décembre 1598. De son mariage avec Marie Truchet[2] il eut neuf enfants dont Philibert Sarrazin,  né le 8 mai 1577,  médecin du collège de médecine de Lyon,   conseiller et médecin ordinaire du roi. Il acheta le 28 mars 1615 le château et la seigneurie de La-Pierre-en-Beaujolais (Régnié-Durette).

## Démêlés avecNostradamus
On rapporte sur lui l’anecdote suivante : « Le 19 avril 1547, le Consulat arrêta que la procession des pauvres de l'Aumône générale, qui devait se faire le dimanche suivant, n'aurait pas lieu, attendu les grandes chaleurs et la peste qui pullulait et augmentait de jour en jour à Lyon.  Ce fut alors que Michel de Nostradamus, qui était tout à la fois médecin et astrologue et demeurait à Salon-de-Provence, fut appelé à Lyon par le Consulat pour venir au secours des pestiférés. Nostradamus quitta Salon et courut soigner les pestiférés lyonnais. Un des savants médecins de cet endroit, nommé Sarrazin et   docteur de la Faculté de Montpellier, voulut arrêter seul et sans le secours de personne les progrès de la contagion. Il ambitionnait la gloire du médecin de Salon et croyait se faire à Lyon une réputation semblable à celle que Nostradamus s'était faite à Aix. S'il en avait le dévouement, il lui manquait la science et cependant les historiens de Montpellier et de Lyon le considèrent encore comme un des plus doctes personnages de cette époque.  Nostradamus qui était fort modeste, quoique connaissant parfaitement sa valeur, fit part à Sarrazin des observations qu'il avait recueillies à Aix et l'engagea à suivre une autre route, s'il voulait arrêter les progrès du fléau. Le Lyonnais, peu satisfaits des remèdes de leur compatriote, allèrent trouver Nostradamus (lequel guérissait en cachette et pour ne point fâcher Sarrazin les malheureux qui    venaient le consulter). Ils se jetèrent à ses pieds et lui demandèrent à grands cris de ne point les abandonner. Celui-ci leur fit cette réponse : je veux bien vous secourir, mais laissez-moi expérimenter à ma manière. J'honore beaucoup, ajouta-t-il, le célèbre docteur Sarrazin, mon collègue, mais comme mes remèdes diffèrent des siens, je désire que vous choisissiez celui qui doit rester médecin de votre ville, et que vous optiez à l'instant même pour l'un ou pour l'autre, pour moi ou pour Sarrazin. À ces mots toute la population s'écria : "C'est le docteur Nostradamus que nous choisissons, le libérateur de la ville d'Aix!". Un mois après, la joie était peinte sur tous les visages, le fléau dévastateur n'existait plus et le docteur Nostradamus, comblé d'honneurs et de présents, retournait triomphant à Salon, escorté des autorités de la ville que sa science et son dévouement avaient sauvée. »